# Leslie Howard
Leslie Howard   (Londres, 3 d'abril de 1893 - Cedeira, 1 de juny de 1943) va ser un actor, director i productor de cinema britànic Regne Unit.

## Biografia
Leslie Howard va néixer a Upper Norwood (Londres) com a "Leslie Howard Steiner". La seva mare, M Lilian Steiner, de soltera Blumberg, és britànica i el seu pare Ferdinand Steiner és un jueu d'ascendència hongaresa. Lilian Blumberg havia estat educada en la religió cristiana, però era en part jueva pel seu avi patern Ludwig Blumberg, un comerciant jueu originari de Prússia Oriental que s'havia casat amb una dona anglesa de l'alta burgesia
Va anar a l'Alleyn's School de Londres. Com moltes persones amb noms que sonaven a alemany durant l'època de la Primera Guerra Mundial, la família Steiner va anglicitzar el seu nom a «Stainer»; no obstant això, els registres militars de Leslie Howard mostren que el seu nom va romandre oficialment «Steiner» quan es va incorporar.
Va començar com a actor al cinema mut, apareixent en una pel·lícula el 1914. Però la Primera Guerra Mundial va interrompre aquesta carrera inicial. Servint a l'exèrcit britànic, va ser desmobilitzat l'any 1917 en estat de shock (estrès post-traumatic). Se li va aconsellar que tornés a treballar com a teràpia.
El 1917, obté un primer paper i després roda en diverses pel·lícules mudes britàniques i en produeix algunes.
El març de 1920, publica un avís a The London Gazette que indica que ha canviat oficialment el seu nom renunciant a l'ús del nom «Steiner» i que ara es diu simplement «Leslie Howard».
El 1930, va actuar als Estats Units en un primer film parlat, Outward Bound de Robert Milton. Seleccionat diverses vegades per als Oscars (Berkeley Square, Pygmalion), apareix sovint en papers romàntics de Dandi. El 1936, va protagonitzar The Petrified Forest. Ell insisteix perquè Humphrey Bogart estigui present a la pel·lícula.
El 1939, va interpretar Ashley Wilkes a Allò que el vent s'endugué amb la condició que David O. Selznick el deixés protagonitzar Intermezzo i coproduir la pel·lícula. Incòmode a Hollywood al començament de la Segona Guerra Mundial, va tornar al Regne Unit i va participar en l’esforç de guerra a través de pel·lícules, articles i emissions de ràdio.
L'1 de juny de 1943, tornant de Lisboa cap a Bristol, l'avió en què es trobava (el Douglas DC-3 del vol BOAC 777) va ser abatut pels caces bombarders alemanys sobre el golf de Biscaia. Va ser una de les disset víctimes de l'atac.
És pare de dos fills, entre ells l'actor Ronald Howard (1918-1996) que li va dedicar una biografia.

## Filmografia

### Pel·lícules mudes
- 1914: The Heroine of Mons de Wilfred Noy, actor
- 1917: The Happy Warrior de Floyd Martin Thornton, actor
- 1919: The Lackey and the Lady de Thomas Bentley, actor
- 1920: Bookworms d'Adrian Brunel, actor i productor
- 1920: The Bump d'Adrian Brunel, productor
- 1920: Five Pounds Reward d'Adrian Brunel, actor i productor
- 1920: Twice Two d'Adrian Brunel, productor
- 1921: The Temporary Lady d'Adrian Brunel, productor
- 1921: Too Many Cooks d'Adrian Brunel, productor

### Pel·lícules sonores

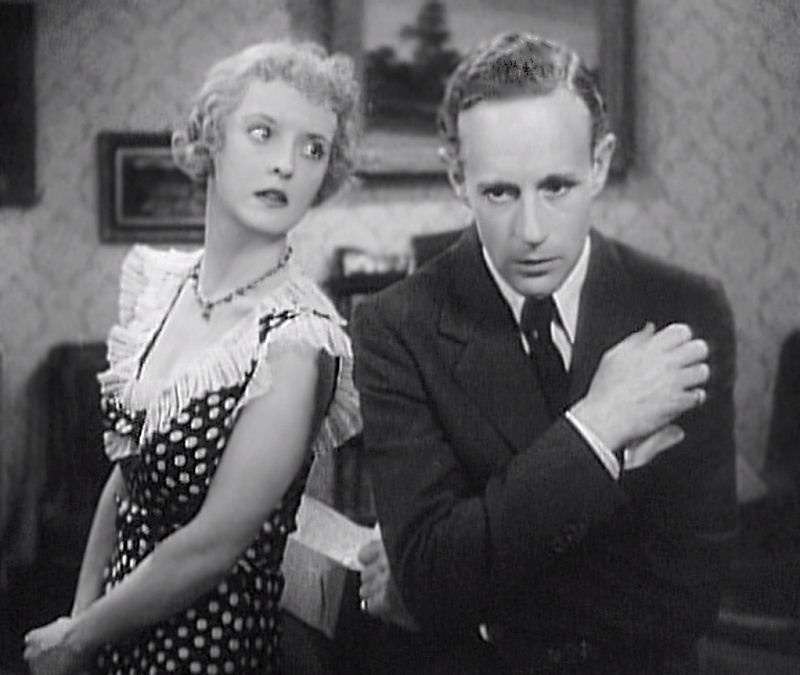
Bette Davis i Leslie Howard a Captius del desig (1934).

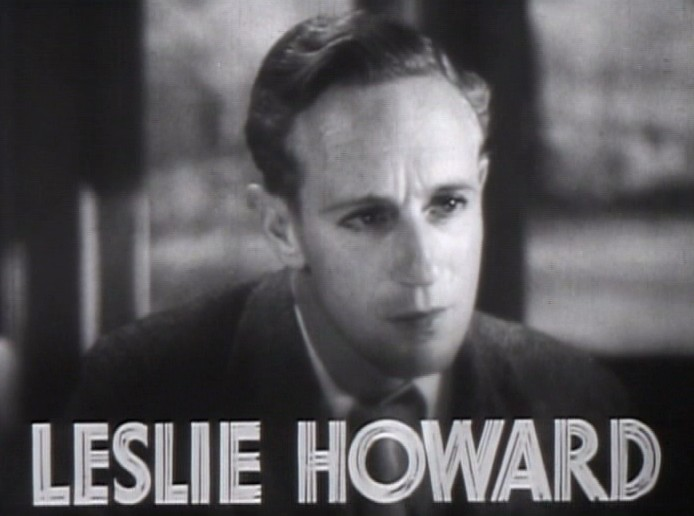
Leslie Howard a la pel·lícula The Petrified Forest (1936).

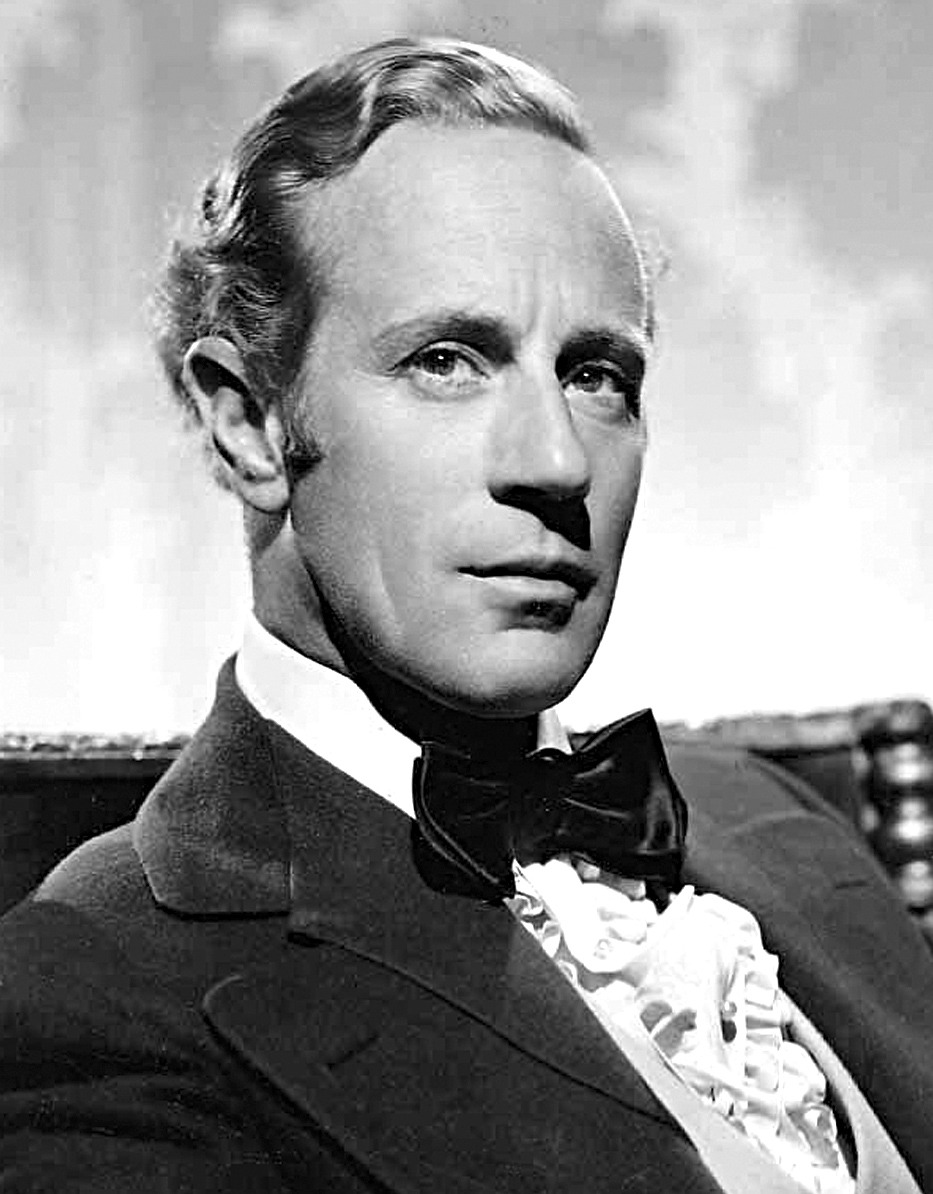
Leslie Howard com Ashley Wilkes a Allò que el vent s'endugué (1939).

- 1930: Outward Bound  de Robert Milton, actor
- 1931: Never the Twain Shall Meet de W. S. Van Dyke, actor
- 1931: A Free Soul de Clarence Brown, actor
- 1931: Daughter of Luxury o Five and Ten de Robert Z. Leonard, actor
- 1931: Devotion de Robert Milton, actor
- 1932: Service for Ladies o Reserved for ladies d'Alexander Korda, actor
- 1932: Smilin’throug de Sidney Franklin, actor
- 1932: The Animal Kingdom o The Woman in the House d'Edward H. Griffith, actor
- 1933: Secrets de Frank Borzage, actor
- 1933: Captured ! de Roy Del Ruth, actor
- 1933: Berkeley Square, de Frank Lloyd, actor
- 1934: The Lady is Willing de Gilbert Miller, actor
- 1934: British Agent o Brutal Agent de Michael Curtiz, actor
- 1934: Captius del desig (Of Human Bondage) de John Cromwell, actor
- 1934: La Pimpinella Escarlata (The Scarlet Pimpernel) de Harold Young, actor
- 1936: Romeo and Juliet de George Cukor, actor
- 1936: The Petrified Forest d'Archie Mayo, actor
- 1937: It’s Love I’m After d'Archie Mayo, actor
- 1937: Sempre Eva (Stand-In) de Tay Garnett, actor
- 1938: Pygmalion  d'Anthony Asquith Leslie Howard, actor director
- 1939: Escape to Hapiness o Intermezzo: A love Story de Gregory Ratoff, actor i productor
- 1939: Allò que el vent s'endugué (Gone with the Wind) de Victor Fleming, actor
- 1940: From the four corners d'Anthony Havelock-Allan, guionista.
- 1940: Common Heritage, c.m.
- 1941: 49th Parallel o The Invaders de Michael Powell
- 1941: White Eagle de Eugeniusz Cekalski, narrador, documental
- 1941: Pimpernel Smith o The fighting Pimpernel de Leslie Howard, actor, productor, director
- 1942: The First of the Few de Leslie Howard, actor, productor, director
- 1942: The Lamp Still Burns de Maurice Elvey, producció
- 1943: The Gentle Sex de Leslie Howard, narrador, productor, director
- 1943: War in the Mediterranean, narrador